# Nemoura phasianusa
Nemoura phasianusa är en bäcksländeart som beskrevs av Ham 2009. Nemoura phasianusa ingår i släktet Nemoura och familjen kryssbäcksländor. Inga underarter finns listade i Catalogue of Life.